# Iglesia de madera de Vang

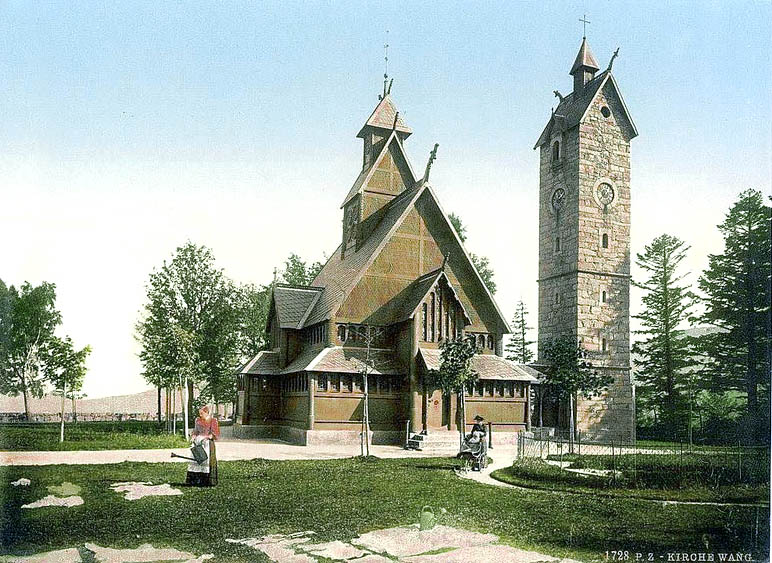
la iglesia de madera de Vang, en una postal de 1900.

La iglesia de madera de Vang (noruego: Vang stavkirke, polaco: Świątynia Wang, alemán: Stabkirche Wang) es una stavkirke originalmente construida en Vang, en la región de Valdres, Noruega, hacia 1200. Actualmente se localiza en Karpacz, Polonia, tras haber sido trasladada en el siglo XIX a esa localidad, entonces parte de Prusia.
Aunque la iglesia actual conserva parte de la madera original, es en gran medida una obra reconstruida y remodelada, con algunos elementos extravagantes del siglo XIX.
Es actualmente una iglesia luterana, y también una importante atracción turística de la región.

## Historia

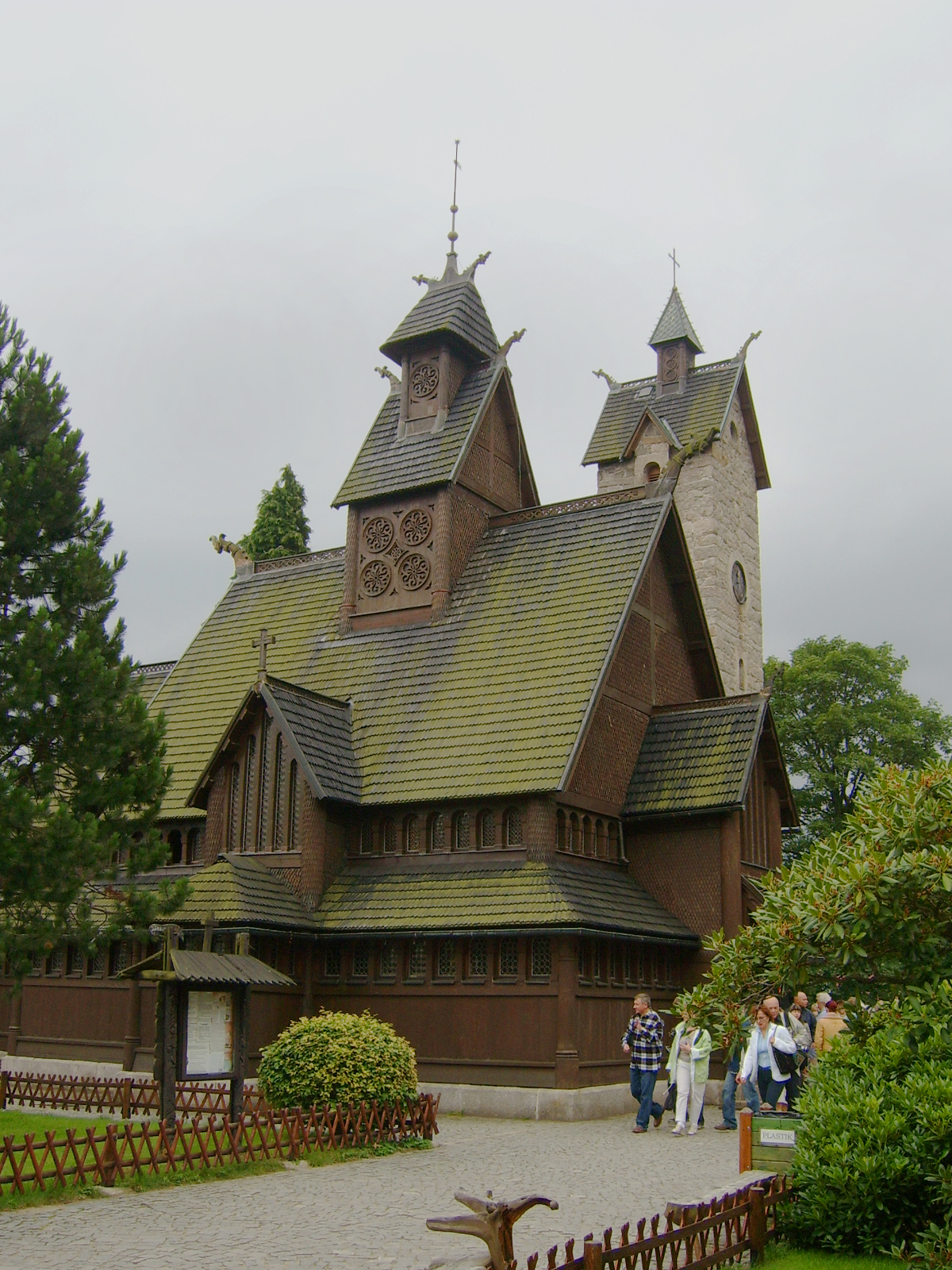
Otra vista de la iglesia.

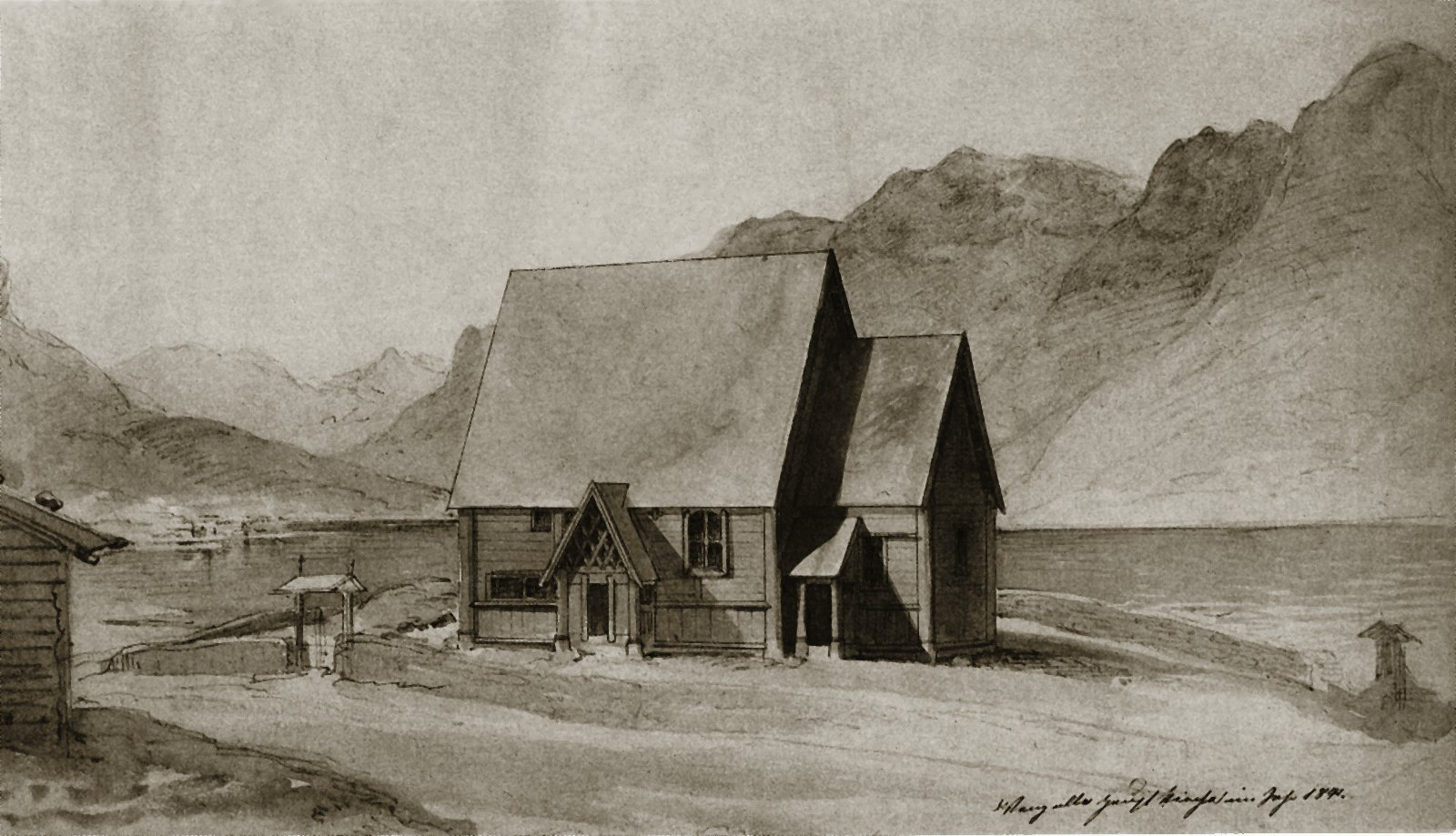
Dibujo de F.W. Schiertz (1841).

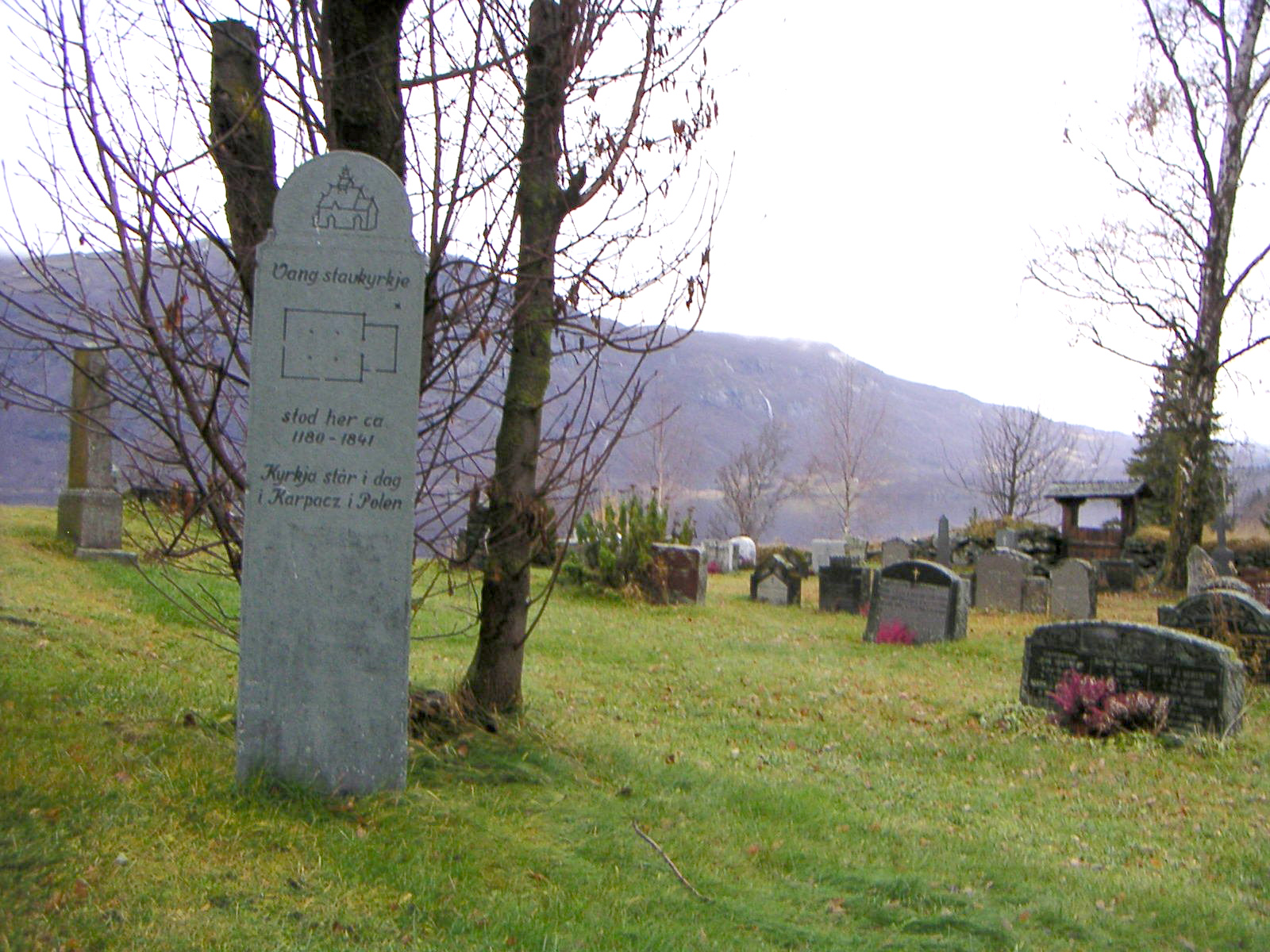
Patio y cementerio de la iglesia, en Noruega.

Según la tradición, la iglesia fue trasladada a Vang desde otra localidad en algún momento. Varios investigadores apoyan la tesis de que la iglesia había sido ampliamente remodelada durante la Edad Media, aunque quizás en una fecha tan lejana como 1600. El investigador Arne Berg ha concluido que el templo en un principio tuvo en un principio grandes similitudes con el tipo de stavkirke de la región de Sogn, con una nave que consistía de una sala de techo elevado y un deambulatorio rodeando a aquella. Con la primera reconstrucción se perdió el escalonamiento del techo de la nave, y el nuevo techo fue común tanto para la sala central como para el deambulatorio, aunque permanecieron los postes centrales originales, ya sin función de soporte. Berg data la iglesia en una fecha cercana a 1200, lo que coincide con la fecha inscrita en el chapitel.
El investigador Arne Berg ha concluido que la iglesia fue construida hacia 1200 y en algún momento fue reconstruida, probablemente desde la Edad Media, pero quizás en una fecha bastante más tardía, cercana a 1600. 
Desde 1832, el gobierno local planeó la demolición de la vieja stavkirke, ya que resultaba demasiado pequeña y ruinosa para la época, y sería sustituida por un nuevo templo de piedra. El célebre pintor Johan Christian Dahl, quien valoraba a las stavkirke como monumentos históricos, fue un fuerte defensor de la iglesia de Vang. Sin embargo, en 1839, cuando el pintor regresó a Vang, ya se había levantado la nueva iglesia a un costado de la stavkirke, y la demolición de ésta parecía inminente.
J.C. Dahl inició entonces la defensa a ultranza de la iglesia de madera. Propuso desmontarla y reconstruirla como capilla real en el parque del Palacio Real de Cristianía, o como una iglesia museo en las cercanías del Salón de Haakon IV en Bergen. Ninguna de estas dos propuestas tuvo éxito. El conde Herman Wedel Jarlsberg se mostró dispuesto a aceptarla en su propiedad de Bogstad, pero murió sin haber concluido sus planes.

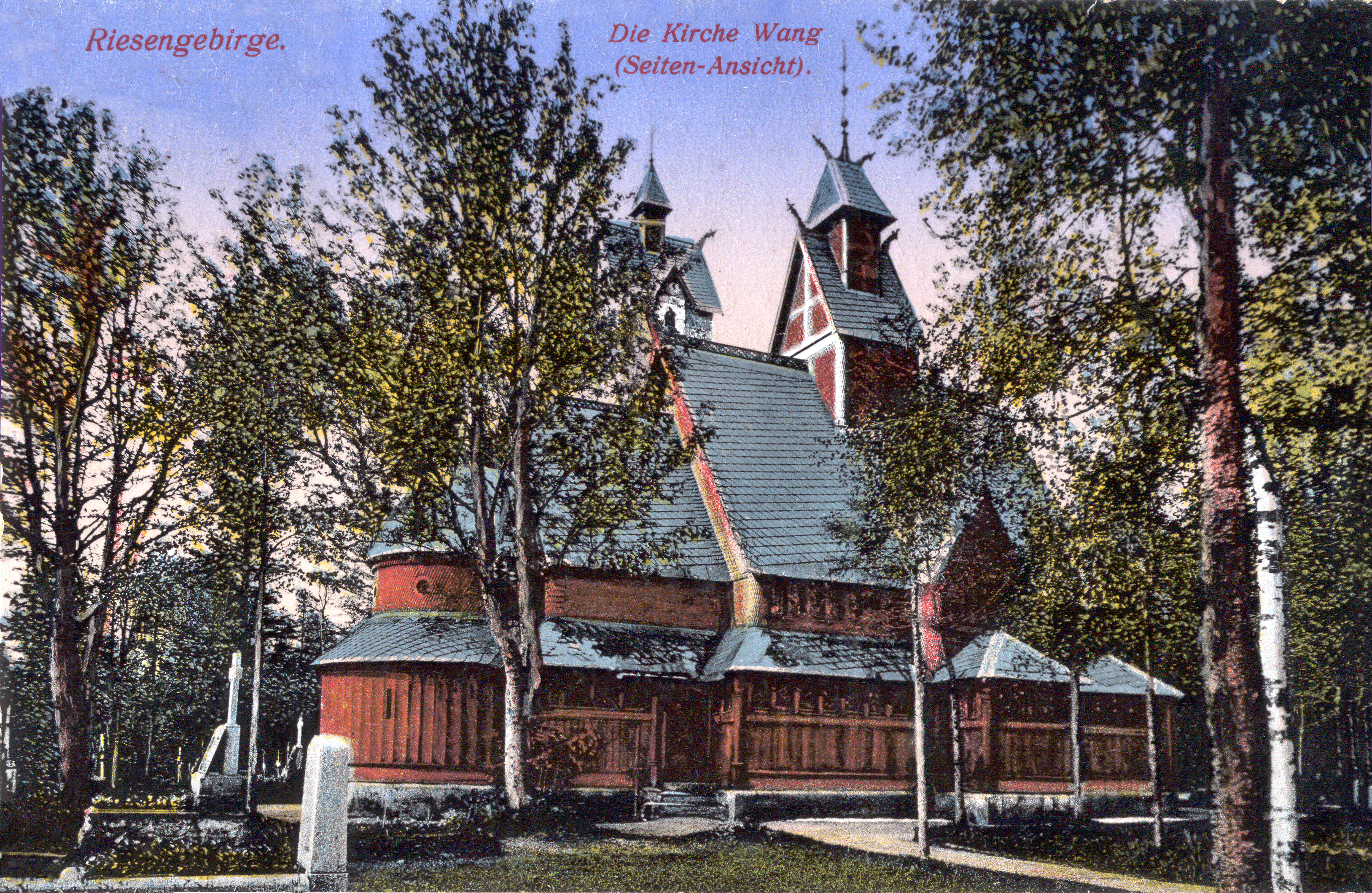
Perfil de la iglesia, en una postal alemana de 1917.

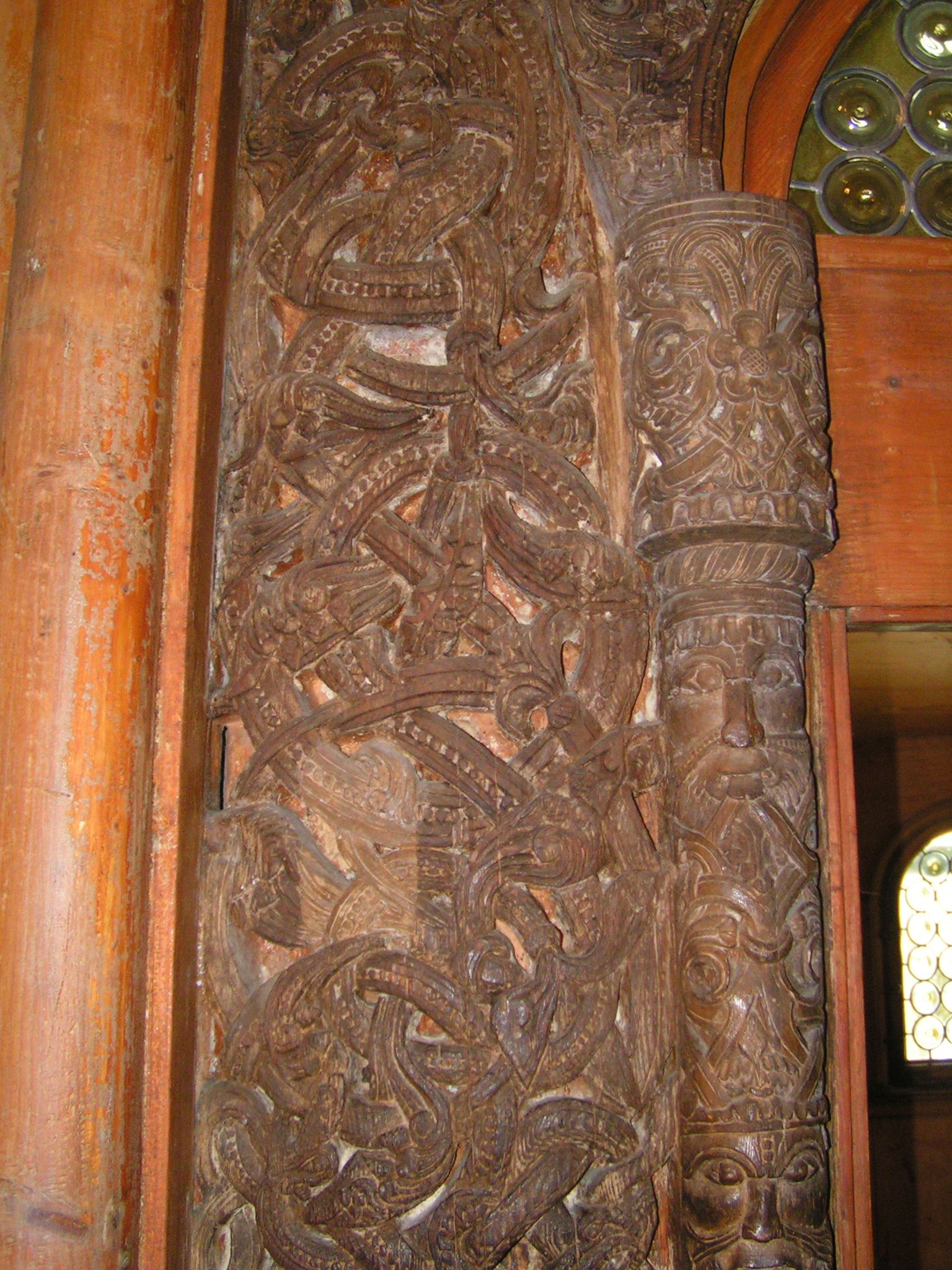
Detalle del portal.

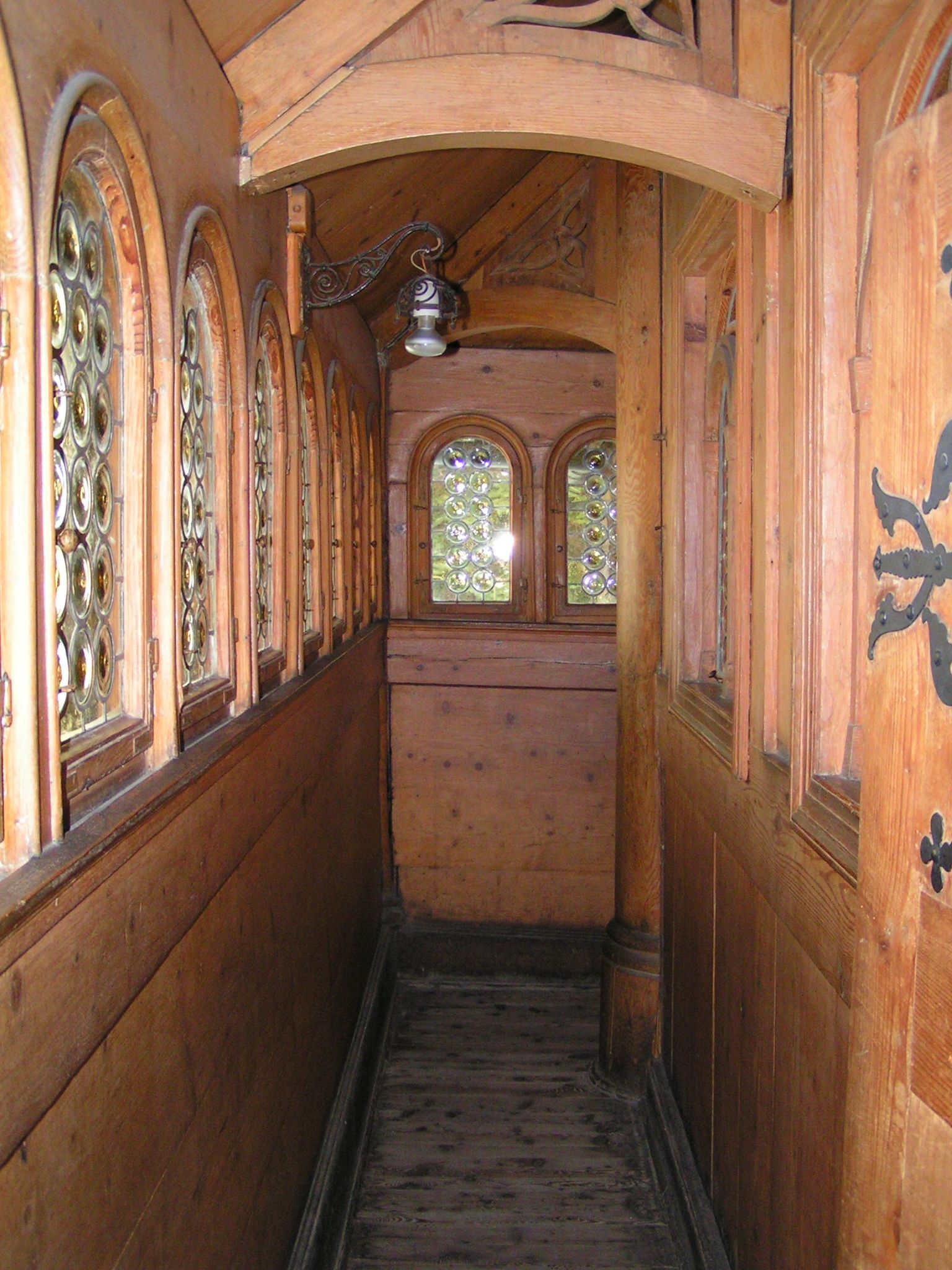
Interior del corredor que rodea a la nave y al coro.

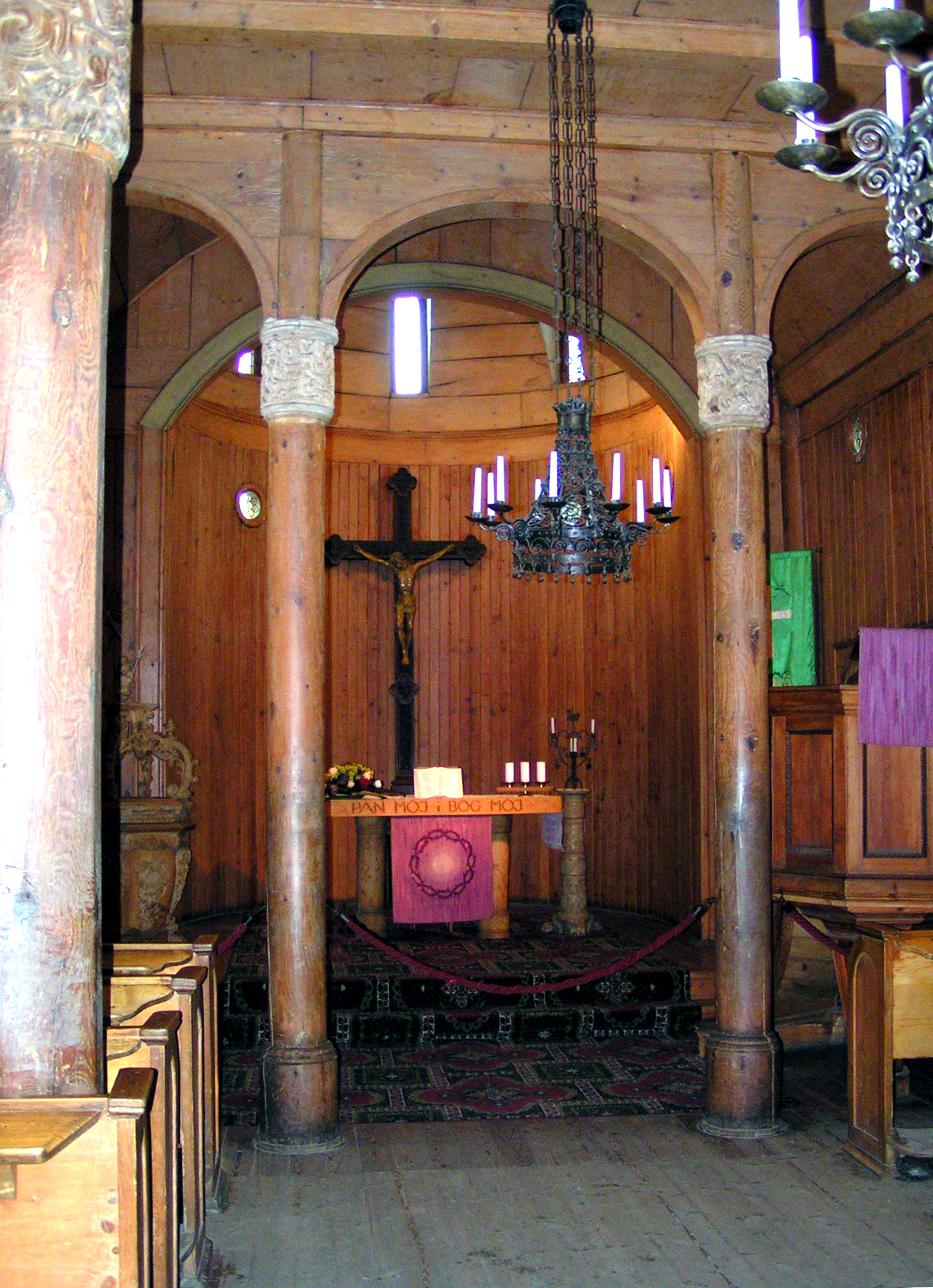
Interior, hacia el oriente.

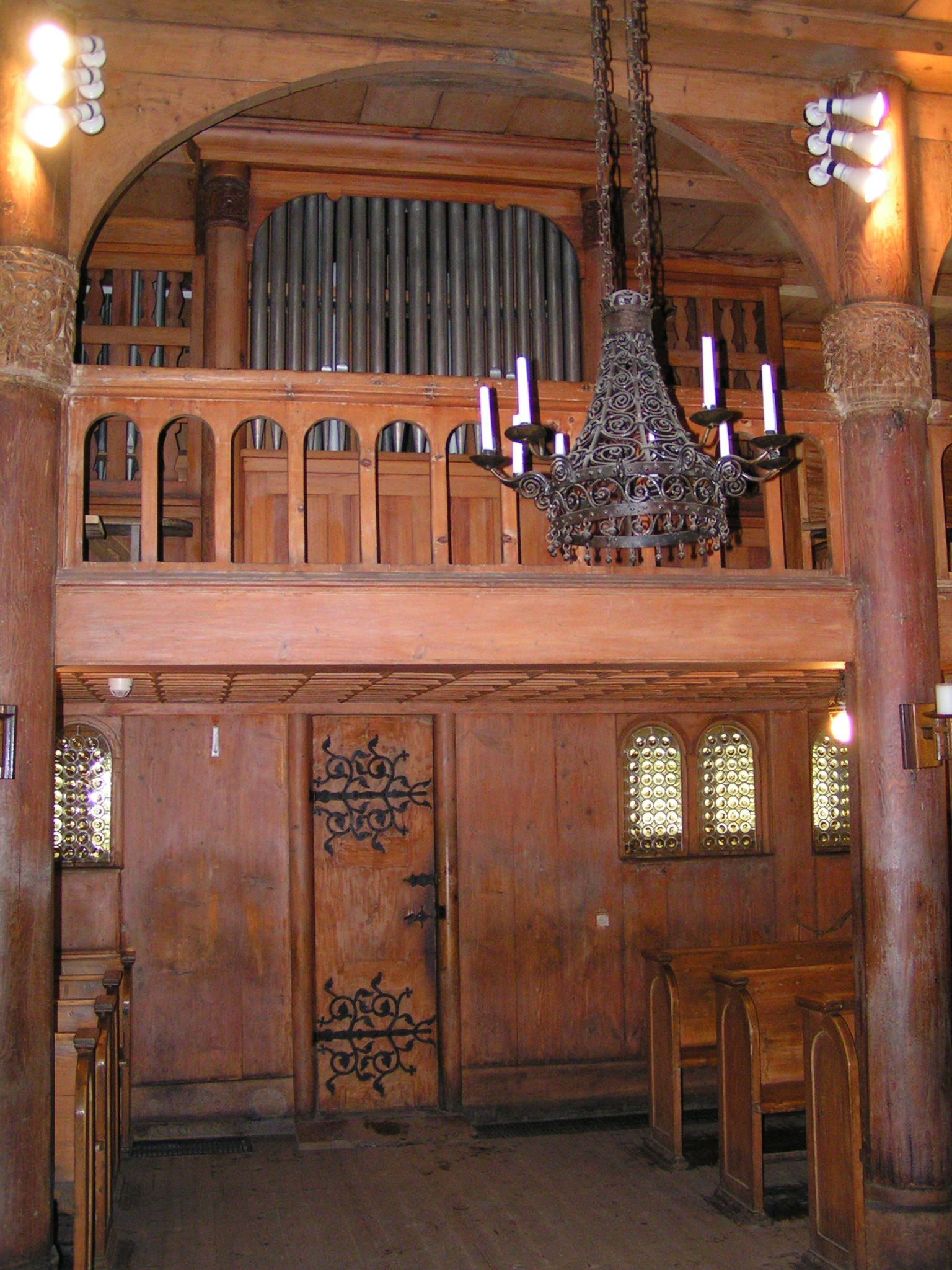
Interior, hacia el occidente.

Dahl no encontró otra opción que comprar la iglesia por sus propios medios. En una subasta el 18 de enero de 1841, representado en la puja por el párroco de Vang, el pintor pudo obtener la adjudicación, pagando en gran parte en especie. Recibió ciertas críticas por haber adquirido un bien como producto de una especulación.
El rey Federico Guillermo IV de Prusia, monarca que conocía personalmente a Dahl, aceptó, tras intercambiar correspondencia con el artista noruego, obtener la propiedad de la iglesia y costear su traslado y reconstrucción en Potsdam.
Para las mediciones, los planos y la dirección del desmontado, Dahl eligió, posiblemente con el consentimiento de rey prusiano, al joven arquitecto alemán Franz Wilhelm Schiertz. Éste había realizado ya una obra documental sobre las stavkirke noruegas, una obra pionera en el sentido de proyectar un programa de conservación de tales templos. Sus dibujos y su catálogo de las piezas de la iglesia de Vang son hoy un importante legado que permite conocer el aspecto de la iglesia antes de ser trasladada a Alemania. Todas las piezas fueron marcadas y empacadas para su transporte. En septiembre, la madera se embarcó en Laerdalsøyri, donde una galera noruega se encargó de llevarla por mar hasta Stettin, en un viaje que duró dos meses.
En noviembre la iglesia llegó a Stettin. Ahí, se trasbordó y por vía fluvial fue conducida a Berlín. La idea original de levantarla en Potsdam fue cambiada finalmente, posiblemente por intermediación de nobles que la querían en Silesia. Así, se decidió reconstruir la stavkirke en esa provincia prusiana, en las cercanías de un palacio real en los montes de Riesenbirge. La ciudad más cercana a ese lugar era la ciudad de Krummhübel (actualmente Karpacz). El solar fue cedido por el conde Christian Leopold von Schaffgotsch.
En el verano de 1842 se continuó el viaje por el Óder, río arriba hasta llegar al pie de las montañas. Desde ahí se prosiguió a caballo.
Las obras para levantar la iglesia iniciaron con la colocación de los cimientos el 2 de agosto de 1842, con la presencia del rey Federico Guillermo. El maestro de obras era un alemán que no conocía la iglesia ni las stavkirke en general. A pesar de revisar los planos de Schiertz, se realizaron algunos cambios. Sólo se conservó el armazón principal, con las soleras, los postes y los portales. Todos los tablones y el corredor exterior fueron sustituidos por material nuevo, pues se consideraron en malas condiciones.
La iglesia volvió a tener ábside, pero ahora con un extravagante chapitel de inspiración barroca. El corredor y la torre central se reconstruyeron y se agregaron ventanas sin referencia histórica. Las pinturas de la techumbre del coro no fueron restauradas porque sus motivos se juzgaron demasiado católicos para un templo luterano. Todo el sistema de la armadura del techo fue renovado. El 15 de octubre de 1843, día del aniversario del rey, se colocó el chapitel de la torre central con la fecha “1200”. El 27 de julio de 1844, tras dos años de reconstrucción, fue inaugurada oficialmente, con la presencia de distinguidas personalidades, como el príncipe Federico de los Países Bajos.

## El edificio
La planta consiste en nave, un coro de menor anchura con ábside semicircular, y un corredor exterior que rodea a ambos. La nave está dividida en sala central y deambulatorio, pero a diferencia de otras stavkirke, no hay escalonamiento del techo de la nave, de modo que los postes de la sala central no tienen una relación constructiva, sino son meras columnas divisorias. El escalonamiento cuádruplo de la stavkirke se produce por el desnivel entre el techo de un corredor exterior, el techo de la nave/coro/ábside, y los dos cuerpos de la torre central.
Su portal occidental es suntuoso, y le da nombre a todo un estilo de portales de stavkirke. Está formado por un dintel y dos tablones que flanquean la entrada, con columnas talladas en forma de máscaras, con fuste y capitel. Todo el portal está saturado con tallas decorativas de elementos entrelazados, típicos del arte vikingo.
Una inscripción rúnica en el portal reza, de acuerdo al investigador Magnus Olsen: Eindridi el «diestro» talló (el portal), hijo de Olav de Lo; lo que aparentemente proporcionaría el nombre del artista del portal. Otra inscripción en el marco del interior de la puerta se interpreta como Eindridi me talló para la gloria de San Olaf.
La torre al lado de la iglesia es una construcción del siglo XIX. Sirve como campanario y reloj. Aunque construida de piedra, su techo de madera es similar al de la iglesia, con un chapitel central y cabezas de dragones en las esquinas. Se comunica con la iglesia a través del corredor.
El interior es sencillo, destacándose las tallas de fustes y capiteles de los postes de la sala central de la nave, decoración similar a la del portal occidental. Sobre el lado occidental del deambulatorio de la nave se acondicionó una galería o segundo piso donde se halla el órgano del templo. 